# 정문부 문중 고문서
정문부 문중 고문서(鄭文孚 門中 古文書)는 대한민국 경상남도 진주시에 있는 고문서이다. 2017년 7월 20일 경상남도의 유형문화재 제615호로 지정되었다.

## 지정 사유
｢정문부 문중 고문서」는 경남 진주에 세거한 해주정씨 집안의 가계 내력, 경제 상황, 사회 활동 등을 알 수 있는 자료이다.
이 자료를 통해 18-19세기 경남 지역에 소재한 양반 가문의 구체적 생활상을 파악할 수 있는 귀중한 자료이다.

## 참고 문헌
- 정문부 문중 고문서 - 국가유산청 국가유산포털